# Пирадов, Владимир Иосифович
Владимир Иосифович Пирадов (Осипович, 14 февраля 1892, Варшава, Российская империя — 20 апреля 1954, Киев, СССР) — советский дирижёр. Народный артист Казахской ССР (1943), народный артист Украинской ССР (1947). Главный дирижёр Казахского театра оперы и балета, Харьковского (1944—1947), Минского (1948—1950), Киевского (1950—1954) театров оперы и балета.

## Биография
Родился в Варшаве, армянин по национальности
В 1914 году окончил музыкальное училище Тифлисского отделения Русского музыкального общества. Работал на оперных сценах Тбилиси, Баку, Ташкента, Москвы и других городов СССР. Профессор музыки. Участник Первой мировой войны в составе 261-й пехотного Ахульгинского полка, прапорщик. 13 июля 1915 года получил ранение.
С 1950 профессор Киевской консерватории. Член КПСС с 1951 года. Поставил оперы «Иван Сусанин» («Жизнь за царя») М. Глинки (1939), «Наймичка» М. Вериковского (1944), «Богдан Хмельницкий» К. Данькевича (1953, первое исполнение).